# Myllenyxis carinifrons
Myllenyxis carinifrons är en stekelart som först beskrevs av Cameron 1899.  Myllenyxis carinifrons ingår i släktet Myllenyxis och familjen brokparasitsteklar. Inga underarter finns listade i Catalogue of Life.